# Jan Garber
Jan Garber (5 de noviembre de 1894 – 5 de octubre de 1977) fue un líder de banda de nacionalidad estadounidense.

## Biografía
Su verdadero nombre era Jacob Charles Garber, y nació en Indianápolis, Indiana. Estudiante de violín en el Conservatorio Combs de Filadelfia, tuvo ya una banda propia hacia los 21 años de edad. Garber se hizo conocido como "The Idol of the Airwaves" en su apogeo en las décadas de 1920 y 1930, tocando jazz a la manera de contemporáneos como Paul Whiteman y Guy Lombardo. Garber tocó el violín con la Orquesta de Filadelfia tras la Primera Guerra Mundial, y formó la Orquesta Garber-Davis con el pianista Milton Davis entre 1921 y 1924. Tras separarse de Davis formó una orquesta propia, tocando música de baile "sweet" y "hot" de los años veinte. 
La Gran Depresión le supuso un duro golpe, y en la década de 1930 reconvirtió su conjunto en una big band, grabando diversos discos de éxito para Victor Records. Durante la Segunda Guerra Mundial Garber empezó a tocar swing, un giro más bien inesperado, siendo su arreglista en esa época Gray Rains, y su vocalista Liz Tilton. 
Las restricciones discográficas de Estados Unidos durante la guerra finalmente le obligaron a volver a la música de baile "sweet", continuando en la dirección de bandas musicales casi hasta el momento de su muerte, ocurrida en Shreveport (Luisiana) en 1977.  Fue enterrado en el Cementerio Forest Park East  de Shreveport.

## Selección de su discografía
Garber hizo más de 750 grabaciones, cinco largometrajes, varios cortos y varias actuaciones televisivas. 
- Street of Dreams – Decca Records (DL 4191 and 74191 (stereo)) – (19xx)
- College Songs Everybody Knows – Decca Records (DL 4319) – (19xx)
- Dance to the Songs Everybody Knows – Decca Records (DL 4119 and 74119 (stereo)) – (19xx)
- Catalina Nights – Decca Records (DL 4032 and 74032 (stereo)) – (19xx)
- You Stepped Out of a Dream – Decca Records (DL 4143 and 74143 (stereo)) – (19xx)
- Everybody Dance with Jan Garber and His Orchestra – Decca Records (DL 4066 and 74066 (stereo)) – (19xx)
- Dance Program – Decca Records (DL 4196 and 74196 (stereo)) – (19xx)

## Miembros de la banda
- Verne Byers (bajo)
- Julio Maro (cantante)
- Steve Brooks (cantante)
- Janis M. Garber (hija/ cantante; también llamada Kitty Thomas)
- Freddie Large (saxofón, a partir de 1932)
- Frank Macauley (bajo, a partir de 1934)
- Thelma Gracen (cantante)
- Julie Vernon (cantante)
- Bob Hames (guitarra)
- Don Cherry (cantante)
- Frank Bettencourt (trombón, director, arreglista)

## Familia
La familia de Garber se mudó de Indianápolis a Louisville, Kentucky cuando él tenía tres meses de edad, viviendo allí hasta los trece años. Posteriormente se mudaron a una pequeña población cercana a Filadelfia. Él era el décimo de un total de 12 hermanos.
Garber se casó con Dorothy Comegys, nacida el 4 de noviembre de 1907 en Shreveport (Luisiana), el 18 de diciembre de 1926. El matrimonio tuvo una hija cantante, Janis Garber.